# قائمة المليارديرات الإسرائيليين
فيما يلي قائمة بالمليارديرات الإسرائيليين بناءً على تقييم سنوي للثروة والأصول جمعته ونشرته مجلة فوربس.

## قائمة المليارديرات في إسرائيل 2018
| ترتيب العالمي | اسم              | صافي الثروة (بالدولار الأمريكي) | مصدر الثروة                                                |
| ------------- | ---------------- | ------------------------------- | ---------------------------------------------------------- |
| 140           | رومان أبراموفيتش | 12.6 مليار                      | الصلب والاستثمارات وتشيلسي                                 |
| 162           | ايال عوفر        | 9.4 مليار                       | زودياك ماريتيم, عقارات, شحن                                |
| 222           | باتريك دراحي     | 7.1 مليار                       | Altice والاتصالات                                          |
| 315           | ستيف فيرتهايمر   | 5.7 مليار                       | شركات وأدوات تشغيل المعادن العالمية                        |
| 334           | شاري أريسون      | 4.9 مليار                       | بنك هبوعليم، كرنفال كروز                                   |
| 606           | يتسحاق تشوفا     | 3.7 مليار                       | El-Ad Group، ديلك, Real Estate                             |
| 629           | عيدان عوفر       | 3.6 مليار                       | مؤسسة إسرائيل، مجموعة عوفر إخوان, حفر, شحن                 |
| 652           | آرنون ميلكان     | 3.6 مليار                       | ريجنسي إنتربرايزز, صناعة الأفلام                           |
| 679           | تيدي ساجي        | 3.4 مليار                       | Playtech, برامج القمار                                     |
| 679           | شاؤول شاني       | 3.4 مليار                       | مجموعة سوارث, التكنولوجيا                                  |
| 729           | حاييم صبان       | 3.2 مليار                       | سابان كابيتال جروب بيزك                                    |
| 924           | جيل شويد         | 2.6 مليار                       | Check Point Software Technologies, البرمجيات               |
| 965           | آدم نيومان       | 2.5 مليار                       | وي وورك, العقارات                                          |
| 1070          | الكسندر مشكيفيتش | 2.3 مليار                       | شركة الموارد الطبيعية الأوروبية الآسيوية والتعدين والمعادن |
| 1477          | ماريوس ناخت      | 1.6 مليار                       | Check Point Software Technologies, البرمجيات               |
| 1650          | موري أركين       | 1.4 مليار                       | Arkin Holdings, الأدوية                                    |
| 1867          | هنادي بوهوليوبوف | 1.2 بليون                       | مجموعة بريفات                                              |
| 1867          | زاديك بينو       | 1.2 بليون                       | باز, البنوك, النفط                                         |
| 1867          | دان جيرتلر       | 1.2 بليون                       | دان جيرتلر الدولية, تعدين, ماس                             |
| 1999          | ليورا عوفر       | 1.1 مليار                       | الاستثمارات                                                |
| 2124          | موريس خان        | 1.0 مليار                       | مجموعة أوريك, البرمجيات                                    |
| 2124          | ليف ليفيف        | 1.0 مليار                       | أفريقيا إسرائيل للاستثمارات والماس                         |
| 2124          | بيني شتاينميتز   | 1.0 مليار                       | BSG الموارد والتعدين والماس والعقارات                      |